# Vibidia (crater)
Vibidia este un crater de pe asteroidul 4 Vesta situat la 26,9°S și 139,9°V.  Are un diametru de 7,1 km. Există un model distinctiv, asemănător cu raze, de material strălucitor și întunecat, cu razele strălucitoare extinzându-se circular până la 15 km în jurul lui  Vibidia, iar razele întunecate limitate în cea mai mare parte în interiorul craterului și pe margine.  Razele traversează cratere mai vechi, în timp ce câteva cratere mai tinere s-au format deasupra lor. 
A fost numit după fecioara vestală Romană Vibidia pe 27 decembrie 2011.